# Shorewood, Wisconsin
Shorewood är en kommun (village) i Milwaukee County i Wisconsin. Kommunen gränsar till Milwaukee och Whitefish Bay. Enligt 2020 års folkräkning hade Shorewood 13 859 invånare.

## Kända personer från Shorewood
- Jim Abrahams, filmregissör